# 奧什米亞內區
奧什米亞內區（羅馬化：Oshmyanskiy rayon）是白俄羅斯西北部格羅德諾州的一個區，行政中心为奧什米亞內，面積1,215.92平方公里，2009年人口32,411，人口密度每平方公里26.66人。